# تپه قلعه توت
تپه قلعه توت در شهرستان ایلام، روستای بانقلان واقع شده و این اثر در تاریخ ۹ اردیبهشت ۱۳۸۲ با شمارهٔ ثبت ۸۴۴۰ به‌عنوان یکی از آثار ملی ایران به ثبت رسیده است.